# Nya
Nya ali Nia je bil po Janu Długoszu poganski bog poljskih Slovanov, ki ga je  Długosz poistovetil z rimskim Plutonom. Božanstvo z imenom Nya je že okrog 1440 še pred Długoszem omenil Jakub Parkoszowic. Nya naj bi bil bog podzemlja in vodnik umrlih duš. Ljudje so to božanstvo prosili, naj jih po smrti odpelje na prijetnejše predele onostranstva.
Koren imena Nya bi lahko izhajal iz slovanske besede nav za prostor umrlih.  Ta beseda je namreč sorodna latvijskemu nāve (»mrtev«), grškemu nékus (»mrtvec«) in gotskemu naus (»truplo«). Lelewel je po drugi strani pokazal, dvojico božanstev Yessa in Nya lahko razložimo tudi iz besed »je, biti, obstajati« za Jesso, ki vlada obstoječemu, in iz besede »ni«, »nyti« za Nyo, ki vlada onostranstvu, temu, kar je v tostranskem svetu neobstoječe.